# Acraea lualabae
Acraea lualabae är en fjärilsart som beskrevs av Sheffield Airey Neave 1910. Acraea lualabae ingår i släktet Acraea och familjen praktfjärilar. Inga underarter finns listade i Catalogue of Life.